# Discaria americana
La quina del Brasil o brusquilla (Discaria americana) es una especie de arbusto perteneciente a la familia Rhamnaceae.

## Descripción
Es un arbusto de hasta 1 m de altura, prácticamente desprovisto de hojas, protegido por largas espinas opuestas, que crecen sobre el tallo. Las flores se hallan agrupadas en las axilas de las espinas y son semejantes a campanitas de color blanco y, a menudo, son hediondas. El fruto es una cápsula tricoca.

## Distribución y hábitat
Es originaria del este de la Argentina y del sur del Brasil y Uruguay. De regiones serranas y dunas litorales, suelos arenosos. Florece en la primavera, y los frutos, verdosos o rojizos, persisten sobre la planta durante el verano.

## Propiedades
En algunos lugares de la provincia de Buenos Aires se le atribuye la propiedad de detener la caída del cabello.

## Taxonomía
Discaria americana fue descrita por Gillies & Hook. y publicado en Botanical Miscellany 1: 156, en el año 1829.
Sinonimia
- Colletia longispina Hook. & Arn.
- Colletia longispina var. foliosa Hook. & Arn.
- Condalia spinosa Spreng.
- Discaria exilis (Miers) Herter
- Discaria febrifuga Mart.
- Discaria gracilenta (Miers) Herter
- Discaria longispina (Hook. & Arn.) Miers
- Discaria longispina var. foliosa Griseb.
- Discaria lycioides Miers
- Discaria lycioides var. exilis Miers
- Discaria spiculata Miers
- Discaria spiculata var. gracilenta Miers[4]